# Pokrętka

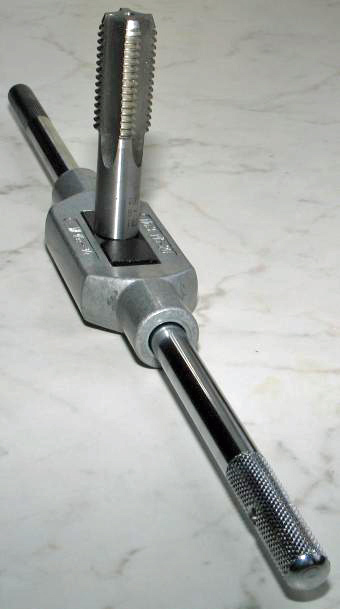
Pokrętka według PN

Pokrętka – narzędzie umożliwiająca ręczne nadanie ruchu obrotowego narzędziom z chwytem czworokątnym tj. gwintownikom i rozwiertakom.

## Budowa
Według polskiej normy PN-74/M-62611 pokrętki do gwintowników PBPc powinny spełniać wymogi: 
Materiał: korpus – odlew ze znalu (Zn+Al), ewentualnie stalowy; ramiona – stal konstrukcyjna; szczęki dociskowe – stal konstrukcyjna wykonanie hartowane; rękojeść –  od strony szczęki stałej całkowicie wykręcana.

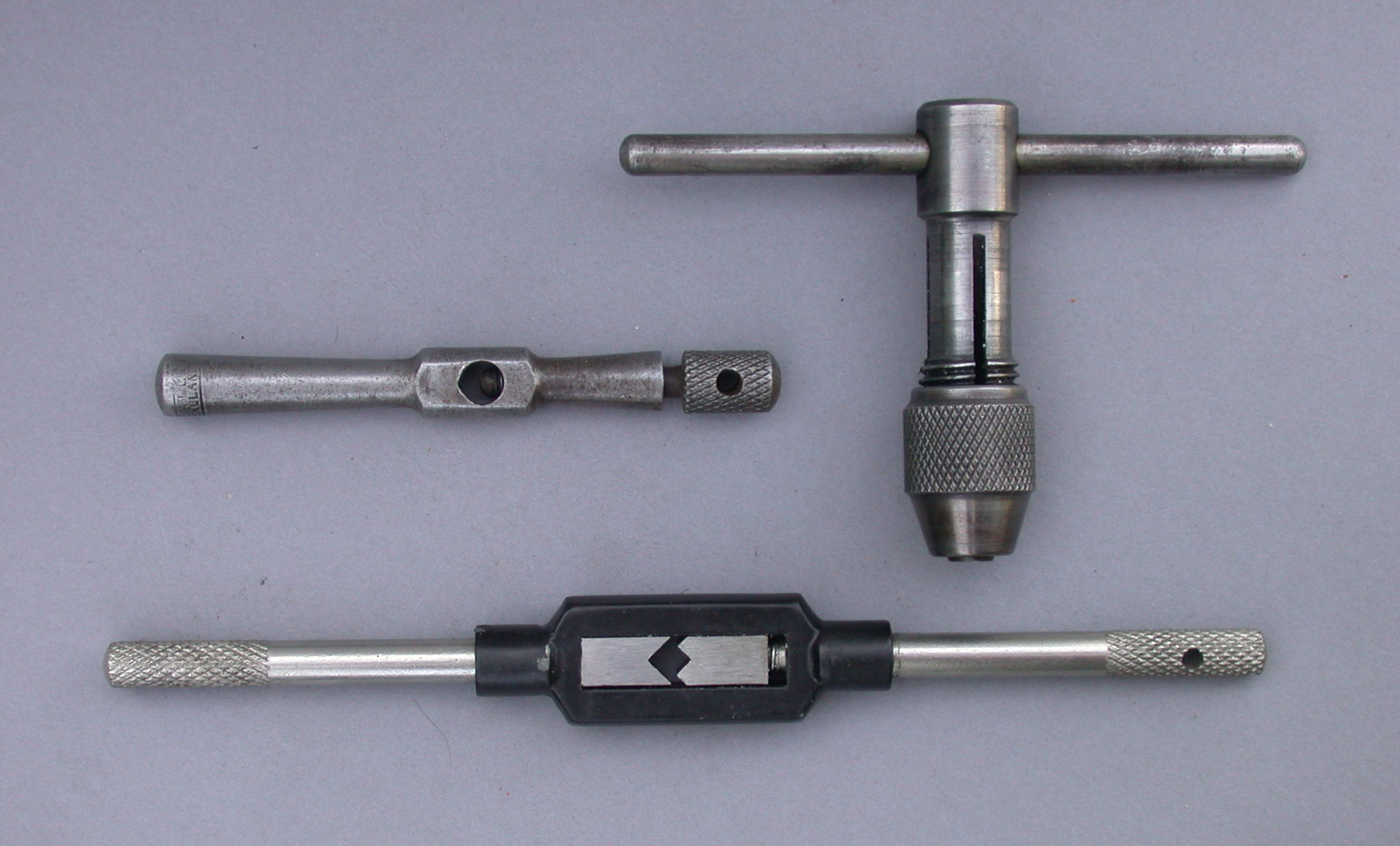
Różne konstrukcje pokrętek
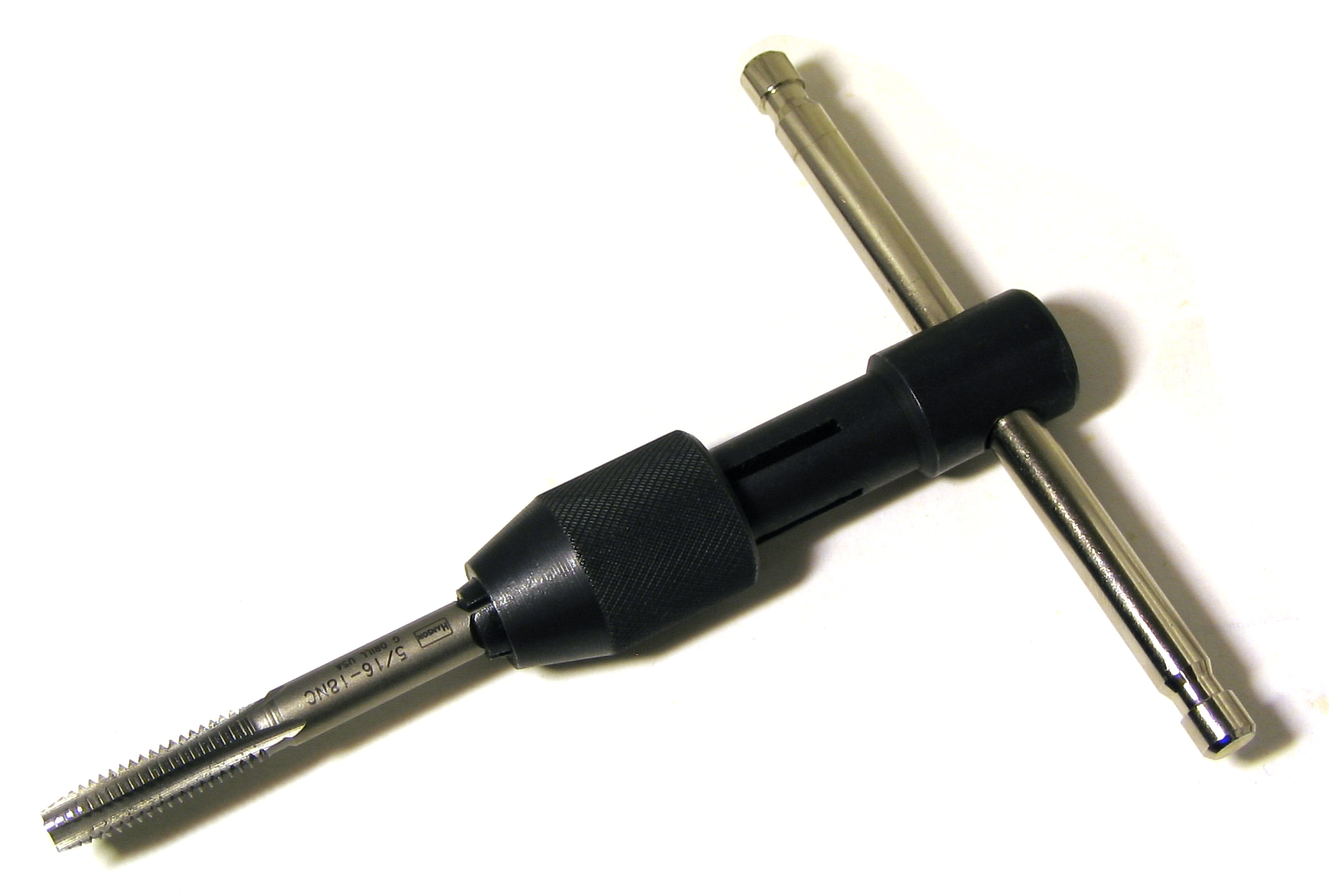
Pokrętka z gwintownikiem